# Eoophyla principensis
Eoophyla principensis là một loài bướm đêm trong họ Crambidae.